# Spišské Vlachy
Spišské Vlachy (în germană Wallendorf, în maghiară Szepesolaszi) este un oraș în partea centrală a Slovaciei cu 3.471 locuitori.

## Demografie
| An:                | 1994 | 2004   | 2014   | 2024   |
| ------------------ | ---- | ------ | ------ | ------ |
| Număr de persoane: | 3434 | 3550   | 3577   | 3295   |
| Diferență:         |      | +3,37% | +0,76% | −7,88% |

| An:                | 2023 | 2024   |
| ------------------ | ---- | ------ |
| Număr de persoane: | 3300 | 3295   |
| Diferență:         |      | −0,15% |